# Peter Winterhoff-Spurk

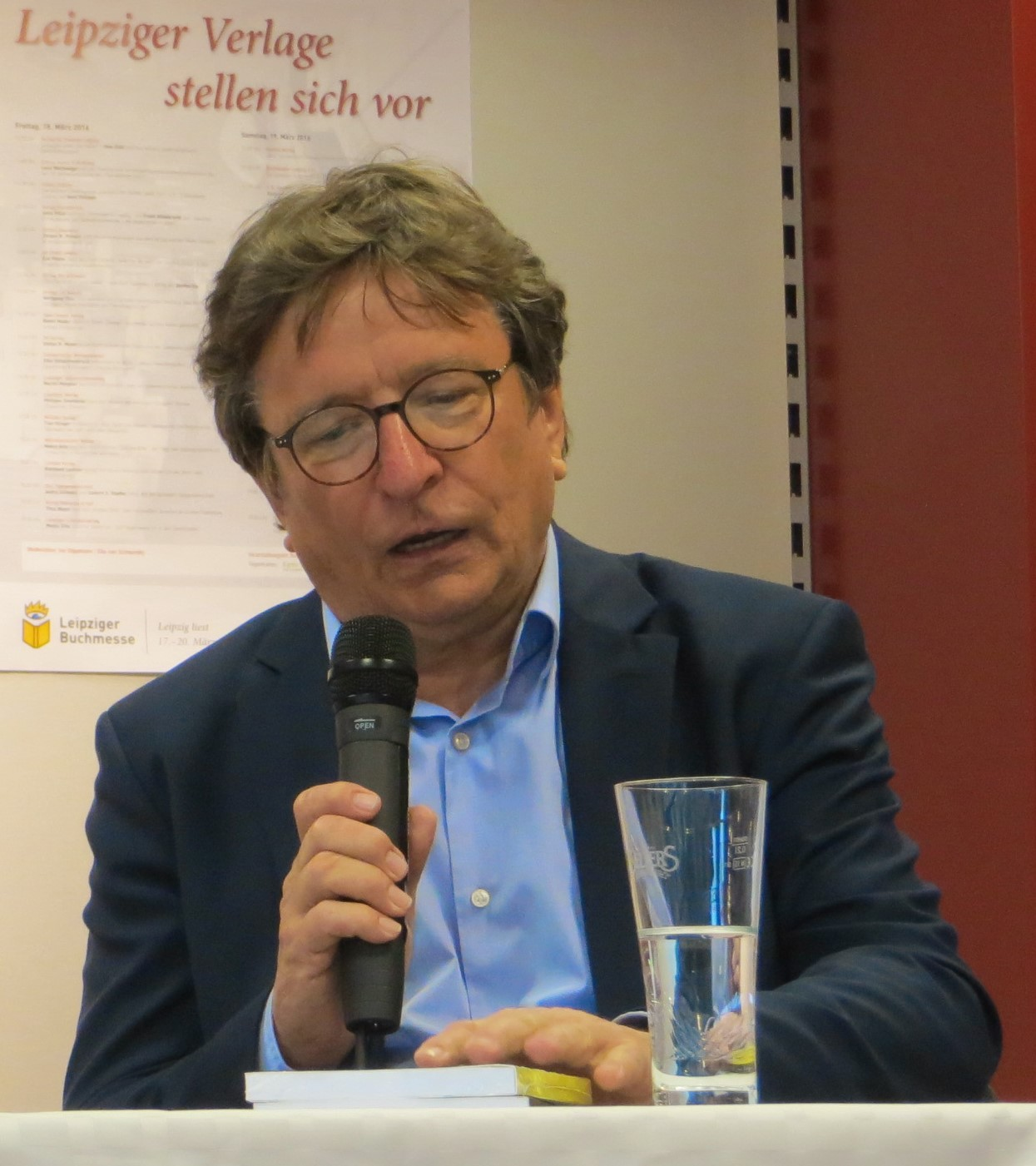
Peter Winterhoff-Spurk (2016)

Peter Winterhoff-Spurk (* 2. Juli 1945 in Grimma) ist ein deutscher Psychologe, Autor und Verleger.

## Leben
Peter Winterhoff-Spurk wuchs in Wuppertal, Rheda und Bielefeld auf. Ab 1962 absolvierte er eine Lehre als Sparkassenkaufmann. Von 1965 bis 1969 war er Soldat auf Zeit in Rotenburg (Wümme), Sonthofen, Feldafing und Starnberg. Danach legte er auf dem Zweiten Bildungsweg am Westfalen-Kolleg in Bielefeld sein Abitur ab. Von 1971 bis 1977 studierte er Psychologie und Soziologie an der Philipps-Universität Marburg. Anschließend war er bis 1983 Wissenschaftlicher Mitarbeiter am Lehrstuhl Psychologie des Sprachpsychologen Theo Herrmann an der Universität Mannheim, wo er im Jahr 1983 promovierte. Von 1983 bis 1988 arbeitete er dort als Hochschulassistent an der Fakultät für Philosophie, Psychologie und Erziehungswissenschaft, wo er sich im Jahr 1988 mit Untersuchungen zur Frage des TV-Einflusses auf das Weltwissen der Zuschauer habilitierte.
Von 1989 bis 1992 hatte Winterhoff-Spurk die Vertretungs-Professur für Angewandte Psychologie an der Universität des Saarlandes von Diether Breitenbach inne und war dort von 1992 bis 2010 Professor für Medien- und Organisationspsychologie. Von 1993 bis 1999 war er Direktor des Medienpsychologischen Forschungsinstituts Saarland (MEFIS e.V.), in dem medienwissenschaftliche Projekte für außeruniversitäre Auftraggeber durchgeführt wurden. Das Institut entstand auf Initiative der Staatskanzlei und der damaligen saarländischen Landesrundfunkanstalt (als offizieller Lizenzbehörde für Privatsender). Hintergrund war, dass die Vergabe einer der damals noch wichtigen terrestrischen Sendelizenzen an Investitionen im Land gebunden wurde. Da das Saarland zu klein war, um als Produktionsstandort in Frage zu kommen, sollten die Anstalten zumindest veranlasst werden, ihre Medienforschung ins Land an das eigens dafür gegründete Institut zu vergeben (die Landesrundfunkanstalten größerer Bundesländer verpflichteten die Sender im Gegenzug zur Lizenzzuteilung, im jeweiligen Land Sendungen zu produzieren; dies war für das kleine Saarland nicht durchsetzbar). Immerhin sollte auf diese Art und Weise ein Schwerpunkt im Bereich Kommunikationsforschung im Land entstehen. Die Staatskanzlei stellte dem neuen Institut eine repräsentative Landes-Immobilie am Saarbrücker Ludwigsplatz zur Verfügung, und der frisch an die Universität des Saarlandes berufene Winterhoff-Spurk wurde zum Direktor bestellt. Das Institut wurde als Verein organisiert. Für Medienunternehmen wie Sat.1, die sich um eine terrestrische Frequenz bewarben, herrschte faktisch also eine Zwangsmitgliedschaft. Damit schien der Erfolg des Instituts abgesichert und der Aufbau eines relevanten Standorts in der Kommunikationsforschung gewährleistet zu sein. Ausstrahlungskraft sollte mit Hilfe eines großen Formats gewährleistet sein. Zu diesem Zweck wurden die ,Saarbrücker Medientage’ gegründet, die aus den vom Medienpsychologischen Forschungsinstituts Saarland erwirtschafteten Finanzmittel finanziert werden sollten. Des Weiteren sollte eine neue Zeitschrift mit dem Titel ‚Medienpsychologie‘ mitfinanziert werden.
Trotz der Zwangsmitgliedschaft potenter Medienunternehmen musste das Medienpsychologische Forschungsinstitut nach nur knapp sechs Jahren aufgrund Erfolglosigkeit liquidiert werden. Die Unternehmen wie Sat.1 haben entsprechende medienwissenschaftliche Forschungsaufträge eher an andere Institute wie dem im benachbarten Rheinland-Pfalz ansässigen, analog gegründeten ,Medien-Institut Ludwigshafen’ vergeben, das mehr als drei Jahrzehnte prosperierte. Mit der Liquidation des Medienpsychologischen Forschungsinstituts musste auch die Teilfinanzierung der Zeitschrift ,Medienpsychologie’ beendet werden; Winterhoff-Spurk hat in der Folge im Kontext der Zeitschrift, die den Einschnitt genutzt hat, um sich zu internationalisieren und zu professionalisieren, keine Rolle mehr gespielt. Auch die Unterstützung der ,Saarbrücker Medientage’ musste eingestellt werden; die Veranstaltungsreihe wurde mit ihrer sechsten Ausgabe beendet. Ein weiterer Versuch, im Jahr 2004 mit den Bad Boller Medientagen ein ähnliches Format zu etablieren, wurde nach noch weniger Veranstaltungen eingestellt. Beide Veranstaltungsreihen fanden keine überregionale Resonanz (z. B. Presseberichterstattung) und blieben insgesamt ohne intellektuelle Ausstrahlung.
In den letzten Berufsjahren widmete sich Winterhoff-Spurk kaum noch medienpsychologischen Themen, und mit seiner Pensionierung wurde sein Lehrstuhl umgewidmet und die Arbeitseinheit ,Medienpsychologie’ seitens der Universität wieder eingestellt. Im Jahr 2010 gründete Winterhoff-Spurk den Kleinstverlag J.G. Seume in Leipzig, der seit Gründung lediglich etwas mehr als ein Dutzend Publikationen hervorgebracht hat. Der Verlag hat inzwischen seinen Sitz in Saarbrücken.

## Publikationen (Auswahl)
- Kalte Herzen. Klett-Cotta, Stuttgart 2009.
- Unternehmen Babylon. Klett-Cotta Stuttgart 2008.
- Organisationspsychologie. W. Kohlhammer, Stuttgart 2002.
- Fernsehen. Hans Huber, Bern 2001.
- Medienpsychologie, eine Einführung. Klett-Cotta, Stuttgart 1999.